# Раевское (Калининградская область)
Раевское — посёлок в Черняховском муниципальном округе Калининградской области.

## География
Находится в центральной части региона, в зоне хвойно-широколиственных лесов, при федеральной автотрассе А-216 (часть европейского маршрута Е77).

## Климат
Климат характеризуется как переходный от морского к умеренно континентальному. Среднегодовая температура воздуха — 8,3 °C. Средняя температура воздуха самого холодного месяца (января) — −0,9 °C (абсолютный минимум — −35 °C); самого тёплого месяца (июля) — 18,5 °C (абсолютный максимум — 37 °C). Период температуры воздуха выше 0 °C составляет 274 дня. Длительность вегетационного периода — 180—200 дней. Годовое количество атмосферных осадков — 850—900 мм, из которых большая часть выпадает в тёплый период.

## История
Пломпен был основан в 1635 году. Поселение относится к исторической области Надровия. В составе Германии (Восточная Пруссия) до 1945 года. По итогам Второй мировой войны населённый пункт вошёл в состав СССР. В 1946 году Пломпен переименован в Раевское. Ныне в составе России как правопреемницы СССР.

## Население
| 2002 | 2010 |
| ---- | ---- |
| 0    | →0   |

### Историческая численность населения
В 1910 году в поселке проживало 54 человека, в 1933 году — 61 человек, в 1939 году — 43 человека.

## Транспорт
Посёлок легкодоступен автотранспортом. Остановка общественного транспорта «Раевское». На июнь 2022 автобусы маршрутов 523, 543, 600э, 601э.